# الحضن (الحصن)

تعديل مصدري - تعديل

الحضن هي إحدى قرى عزلة اليمانية العليا بمديرية الحصن التابعة لمحافظة صنعاء، بلغ تعداد سكانها 1433 نسمة حسب تعداد اليمن لعام 2004.